# Viktor Pečovský
Viktor Pečovský (Breznóbánya, 1983. május 24. –) szlovák válogatott labdarúgó, aki jelenleg az MŠK Žilina játékosa.

## Statisztika
(2016. június 19. szerint.)
| Válogatott | Szezon   | Mérkőzés | Gól |
| ---------- | -------- | -------- | --- |
| Szlovákia  | 2012     | 4        | 0   |
| Szlovákia  | 2013     | 9        | 1   |
| Szlovákia  | 2014     | 7        | 0   |
| Szlovákia  | 2015     | 8        | 0   |
| Szlovákia  | 2016     | 3        | 0   |
| Összesen   | Összesen | 31       | 1   |

## Sikerei, díjai
- Dukla Banská
  - Szlovák kupa: 2004–05
- MŠK Žilina
  - Szlovák bajnok: 2011–12
  - Szlovák kupa: 2011–12

## Külső hivatkozások
- Viktor Pečovský adatlapja a Soccerway oldalon (angolul)
- Transfermarkt profil